# From the Beginning (box set Emerson, Lake & Palmer)
From the Beginning è un box set contenente cinque CD che celebrano la carriera degli Emerson, Lake & Palmer; questi cinque dischi includono singoli lato B, registrazioni dal vivo, missaggi alternativi e materiale preso da prove della band, più un DVD bonus tratto dal documentario The Manticore Years, presentato in un formato di lusso completo di un libro di 60 pagine con foto e contenuti extra riguardanti gli degli ELP. Contiene anche immagini e foto rare sulla band.
Il 13 marzo 2012 il cofanetto è stato ristampato dalla Sony Music Entertainment con l'apporto di alcune piccole ma sostanziali modifiche. Seppur titolo e copertina restano invariati rispetto alla versione primigenia, nel cofanetto edito dalla Sony i dischi si riducono a cinque, essendo stato escluso dalla raccolta il DVD. Inoltre, i brani Epitaph (incluso nel primo CD della prima versione) e il brano Mars - The Bringer of War (del quarto CD della versione del 2007) sono stati esclusi dalla nuova raccolta. A parte i succitati brani non più inclusi, la successione delle tracce nei cinque CD rimane immutata rispetto alla versione del 2007.

## Tracce

### Disco 1
1. Epitaph - King Crimson (Fripp/Giles/Lake/McDonald/Sinfield) - 8:45 (traccia non presente nella ristampa del 2012)[1]
2. Decline and Fall - Atomic Rooster (Crane/Palmer/Graham) - 5:47
3. Fantasia: Intermezzo Karelia Suite - The Nice (Sibelius) - 8:51
4. Lucky Man (Lake) - 4:38
5. Tank (Emerson/Palmer) - 6:48
6. Take a Pebble (Lake) - 12:28
7. The Barbarian (Emerson/Lake/Palmer/Bartók) - 5:20
8. Knife Edge (Emerson/Lake/Janáček) - 8:01
9. Rondo (Live Version) (Emerson/O'List/Davison/Jackson) - 17:78

### Disco 2
1. Tarkus - 20:40
a) Eruption (Emerson)
b) Stones of Years (Emerson)
c) Iconoclast (Emerson)
d) Mass (Emerson)
e) Manticore (Emerson)
f) The Battlefield (Lake)
g) Aquatarkus (Emerson)
2. Bitches Crystal (Emerson)
3. A Time and a Place (Lato B del singolo) (Emerson/Lake/Palmer) - 3:55
4. Oh, My Father (Inedito) (Lake) - 2:58
5. The Endless Enigma (Parte Uno) (Emerson/Lake) - 4:04
6. Fugue (Emerson/Lake) - 4:54
7. The Endless Enigma (Parte Due) (Emerson/Lake) - 2:00
8. From the Beginning (Lake) - 4:13
9. Trilogy (Emerson/Lake) - 8:52
10. Abbadon's Bolero (Emerson) - 8:07
11. Hoedown (Versione dal vivo) (Copland/Arr. Emerson, Lake & Palmer) - 3:54
12. Jerusalem (Missaggio originale) (Parry/Blake/Arr. Emerson, Lake & Palmer) - 2:54
13. Still You Turn Me On (Missaggio originale) (Lake) - 2:51
14. When the Apple Blossoms (Lato B del singolo) (Emerson/Lake/Palmer) - 3:56

### Disco 3
1. Karn Evil 9 - 29:42
a) 1st Impression Pt.1 (Lake)
b) 1st Impression Pt.2 (Emerson/Lake)
c) 2nd Impression (Emerson)
d) 3rd Impression (Emerson/Lake)
2. Jeremy Bender/The Sheriff (Emerson/Lake) - 5:03
3. C'est La Vie (Prima versione) (Lake/Sinfield) - 4:16
4. I Believe in Father Christmas (Lake/Sinfield/Prokofiev) - 3:29
5. The Enemy God Dances with the Black Spirits (Prokofiev/ Arr. Emerson, Lake & Palmer) - 3:20
6. Piano Concerto No.1 (Emerson) - 18:25
7. Pirates (Versione dal vivo senza l'orchestra) (Emerson/Lake/Sinfield) - 13:23

### Disco 4
1. Aaron Copland Interview 1977 (Dagli archivi di Keith Emerson) - 1:37
2. Fanfare for the Common Man (Copland/Arr. Emerson, Lake & Palmer) - 9:42
3. Honky Tonk Train Blues (Lewis) - 3:09
4. Tiger In a Spotlight (Emerson/Lake/Palmer/Sinfield) - 4:33
5. Watching Over You (Lake/Sinfield) - 3:54
6. Introductory Fanfare/Peter Gunn Theme (Versione dal vivo) (Emerson/Mancini) - 4:26
7. Canario (Prova) (Rodrigo) - 3:57
8. Mars - The Bringer of War (Holst/Arr. Emerson, Lake & Powell) - 7:54 (traccia non presente nella ristampa del 2012)[1]
9. Desede La Vida (Emerson/Barry/Palmer) - 7:06
10. Black Moon (Versione del singolo) (Emerson/Lake/Palmer) - 4:47
11. Footprints in the Snow (Emerson/Lake/Palmer) - 3:51
12. Romeo and Juliet (Live al Royal Albert Hall) (Prokofiev/Emerson) - 3:32
13. Man in the Long Black Coat (Dylan/Arr. Emerson) - 4:12
14. Daddy (Lake) - 4:42
15. Hang On To a Dream (Hardin/Aber) - 4:28
16. Touch and Go (Live in Polonia) (Emerson/Lake) - 3:53

### Disco 5
- Live al Mar Y Sol festival (Porto Rico) il 2 aprile 1972

1. Hoedown (Copland/Arr. Emerson, Lake & Palmer) - 4:18
2. Tarkus - 22:33
a) Eruption (Emerson)
b) Stones of Years (Emerson)
c) Iconoclast (Emerson)
d) Mass (Emerson)
e) Manticore (Emerson)
f) The Battlefield (Lake)
g) Aquatarkus (Emerson)
3. Take a Pebble (Lake) - 4:36
4. Lucky Man (Lake) - 3:00
5. Piano Improvisation (Emerson) - 9:44
6. Pictures at an Exhibition - 14:39
a) Promonade (Mussorgsky/Lake)
b) The Gnome (Palmer)
c) Promonade - Vocal (Mussorgsky/Emerson/Lake)
d) Hut of Baba Yaga (Mussorgsky/Emerson)
e) Great Gates of Kiev (Emerson/Lake)
7. Rondo (Emerson/O'List/Davison/Jackson)

### The Manticore Special
(il DVD non è contenuto nella ristampa del 2012)
DVD contenente immagini e video dal tour mondiale del 1973.
- Scritto e diretto da Nick Hague
- Creato da Chris Fraser
- Direttore delle fotografie - John Rosenberg
- Direttore di produzione - Peter Jaques
- Suoni registrati da Tony Jackson
- Prodotto da Mike Rosenberg

## Formazione
- Keith Emerson - tastiere
- Greg Lake - basso, chitarra elettrica, chitarra acustica e voce
- Carl Palmer - batteria, percussioni